# Respire (roman)
Pour les articles homonymes, voir Respire (homonymie).
Respire est le premier roman d'Anne-Sophie Brasme, écrit à l'âge de 17 ans. Succès de la rentrée littéraire française de 2001, il s'est vendu à 40 000 exemplaires l'année suivant sa parution. Il a reçu le prix du premier roman de l'université d'Artois. Il a été traduit dans plus de 17 langues. Il a été adapté au cinéma en 2014.

## Résumé
Au début du roman, on découvre Charlène, la narratrice, qui moisit en prison pour le meurtre de son amie Sarah. Charlène est une enfant comme les autres, qui vit sans trop se poser de questions, prend ce qu’on lui donne et ne demande rien. Elle habite un immense appartement à Paris avec ses parents, pas très aimants ni très amoureux. Charlène souffre : elle est asthmatique, se sent incomprise, mal aimée. Avec l’entrée au collège commencent de longs mois difficiles, de solitude et d’attente. Jusqu’à l’arrivée de Sarah, brillante, magnétique. Une amitié naît, qui pour Charlène est un don inespéré de la vie, un émerveillement. Peu à peu s'instaure une relation (à sens unique), sur le mode de l'admiration, de la fascination, jusqu'à la soumission, puis l'étouffement, aux portes de la folie.  

## Adaptation cinématographique
Le roman a été adapté au cinéma par Mélanie Laurent, avec Isabelle Carré, Lou de Laâge et Joséphine Japy. Sorti en 2014, il a reçu diverses nominations et récompenses.